# Frame by Frame
Frame by Frame è il primo album in studio da solista della cantante statunitense Cassadee Pope, pubblicato nel 2013.

## Tracce
1. Good Times – 3:42
2. Champagne – 3:52
3. Wasting All These Tears – 3:38
4. I Wish I Could Break Your Heart – 3:41
5. Everybody Sings – 3:40
6. You Hear a Song – 3:29
7. This Car – 4:13
8. One Song Away – 3:43
9. Easier to Lie – 4:01
10. 11 – 3:50
11. Proved You Wrong – 3:28

## Classifiche
| Classifica (2013) | Posizione raggiunta |
| ----------------- | ------------------- |
| Canada            | 16                  |
| Stati Uniti       | 9                   |